# Staatsuniversiteit van Bakoe
De Staatsuniversiteit van Bakoe (BSU) (Azerbeidzjaans: Baki Dövlət Universiteti, BDU) is een universiteit in Bakoe, Azerbeidzjan. De universiteit is opgericht in 1919 door het parlement van de Democratische Republiek Azerbeidzjan met faculteiten voor Geschiedenis en Taal- en letterkunde, Natuurkunde en Wiskunde, Recht en Geneeskunde. De eerste rector was Vasili Razumovsky, een voormalige professor aan de universiteit van Kazan.
In 1930 heeft de regering besloten om de universiteit te sluiten voor een re-organisatie in het hoger onderwijs en werd de universiteit vervangen door het "Hoogste Pedagogische Instituut". Echter in 1934 werd de universiteit heropgericht en continueerde functioneren ook tijdens de moeilijke jaren in de Tweede Wereldoorlog toen er een tekort aan docenten ontstond.
Twee presidenten van Azerbeidzjan hebben ook aan de staatsuniversiteit gestudeerd, te weten Ebulfez Elçibəy en Heydər Əliyev. Tussen 1922 en 1924 studeerde tevens Nobelprijs voor Natuurkunde-winnaar Lev Landau.

## Faculteiten en instituten

### Faculteiten
1. Toegepaste wiskunde en Economische Cybernetica
2. Natuurkunde
3. Werktuigbouwkunde en Wiskunde
4. Scheikunde
5. Biologie
6. Ecologie en Bodemkunde
7. Geologie
8. Aardrijkskunde
9. Geschiedenis
10. Taal- en letterkunde
11. Theologie
12. Internationale betrekkingen en Economie
13. Journalistiek
14. Recht
15. Oosterse studies
16. Sociale wetenschappen en Psychologie
17. Bibliothecaris-informatie

### Onderzoeksinstituten
1. Wetenschappelijk onderzoeksinstituut voor Toegepaste wiskunde
2. Instituut voor problemen in Theoretische Natuurkunde

## Partner universiteiten
- Balkan Universiteiten Netwerk
- Chien Hsin University of Science and Technology (Taiwan)